# Monte Chiadenis
Le Monte Chiadenis est un sommet des Alpes, à 2 459 m, dans les Alpes carniques, en Italie (Frioul-Vénétie Julienne).